# Estadio Morrison
Morrison Stadium es un estadio de fútbol de 6 000 asientos localizado entre las calles 17 y 19 al norte de la calle Cass, al lado este del campus de la Universidad Creighton, en el vecindario downtown de Omaha, en Nebraska. La entrada principal y la ventana de billetes se localizan al lado oeste, en la intersección de los bulevares California y Florence (Calle 19).
Es el estadio de los equipos de fútbol masculinos y femeninos de los Creighton Bluejays 

## Historia
Diseñado por el estudio de arquitectura DLR Group, el estadio abrió en otoño de 2003 como el "Campo de Fútbol de Creighton". Durante esa temporada, la infraestructura estuvo limitada a la superficie artificial de juego y asientos en berma localizados al lado este del campo. La tribuna, asientos reservados, suites de nivel superior, tribuna de la presa, y tablero de video fueron completados en otoño de 2004 cuando la estructura fue renombrada como Michael G. Morrison, S.J. Stadium en honor al presidente anterior de la universidad. El primer gol marcado en Competencia NCAA fue marcado el 31 de agosto de 2003 por la leyenda Clint Dempsey del Fútbol de los Estados Unidos, para la Universidad Furman

## Eventos
En once temporadas (por 2013) en el Estadio Morrison, el equipo de fútbol masculino de Creighton tiene un récord de 89-17-13, mientras que el equipo de fútbol femenino de Creighton tiene un récord de 60-24-14. Además, los hombres tienen 11-2 en partidos de torneo NCAA en el Estadio Morrison
El Estadio Morrison organizó el torneo de fútbol masculino del Missouri Valley Conference en 2004, 2007, y 2011, y el torneo de conferencia de fútbol femenino en 2005, 2006, 2008, 2009, 2010, y 2012.
El Estadio Morrison también fue el anfitrión de los Torneos de Estado de Fútbol de Escuela Secundaria Masculino y Femenino Clase A y Clase B en mayo. Se estima que la asistencia en el Campeonato de Estado de 2013 de Fútbol Masculino Clase A, ganado por Omaha South High contra Creighton Prep, fue de 8 200 espectadores, convirtiéndolo en el partido de fútbol de mayor asistencia en la historia del estado de Nebraska.   
Además de organizar partidos locales de fútbol de exhibición, la Universidad Creighton y el Estadio Morrison también organizan una variedad de eventos diferentes, como conciertos, eventos de la Sinfonía de Omaha, aperturas de ceremonias de las Olimpiadas Especiales de Nebraska, y otros eventos al aire libre.

## Partidos internacionales
El estadio Morrison organizó el primer partido amistoso internacional del estado de Nebraska el 13 de julio de 2010, donde los equipos nacionales de fútbol femenino de los Estados Unidos y Suecia jugaron y terminaron en un empate de 1-1